# Asterella pringlei
Asterella pringlei là một loài rêu trong họ Aytoniaceae. Loài này được Underw. mô tả khoa học đầu tiên năm 1895. Danh pháp khoa học của loài này chưa được làm sáng tỏ. 